# Gymnophryxe modesta
Gymnophryxe modesta là một loài ruồi trong họ Tachinidae.